# Osvětim

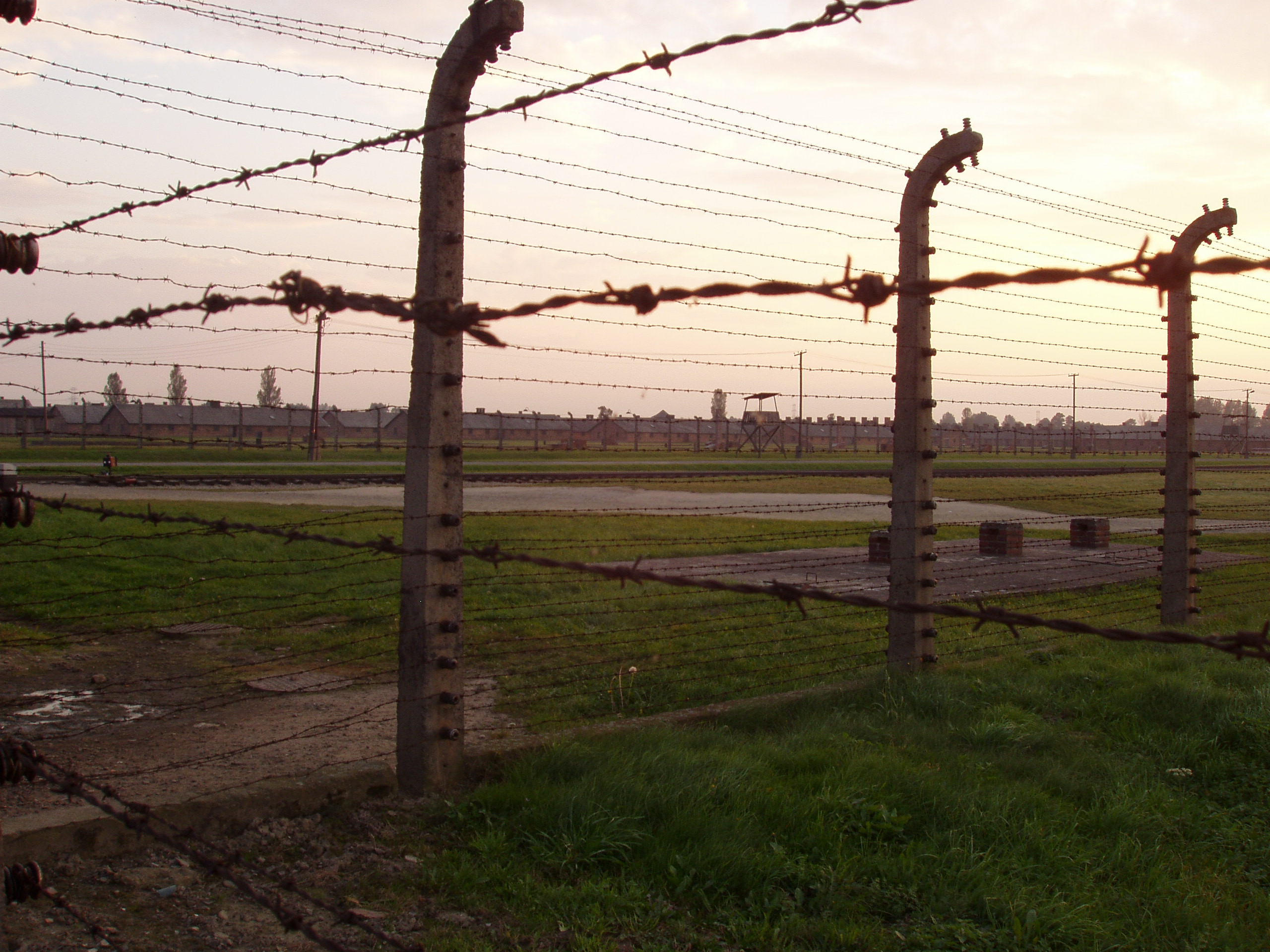
Pohled na oblast okolo Osvětimi, který se naskytl milionům lidí

Osvětim (rod ženský; zřídka Osvěnčín nebo Osvěčím, polsky Oświęcim  [ošfěnčim] (rod mužský), německy Auschwitz [aušvic],
v jidiš אָשפּיצין‎ [Ošpicín], slovensky Osvienčim, romsky Aušvica nebo Osvěnčim) je okresní město v Polsku v Malopolském vojvodství ležící při ústí řeky Soły do Visly. První písemné zmínky pocházejí z roku 1179. Je sídlem stejnojmenné vesnické gminy. V roce 2024 zde žilo 35 577 obyvatel.
Ve městě a jeho okolí za druhé světové války němečtí nacisté zbudovali táborový komplex Auschwitz (česky Osvětim), kde zemřelo více než milion tři sta tisíc převážně židovských vězňů. Město je dnes významným turistickým cílem, což se odráží na jeho ekonomice, která se zaměřuje převážně na poskytování ubytovacích a pohostinských kapacit. Ve městě se nachází železnice a v okolí několik výrobních závodů, které zde zbyly jako smutný pozůstatek po válce.

## Historie
První písemné zmínky o Osvětimi pocházejí z roku 1217 (Ospenchin), ale podle Wincenteho Kadłubka vrchní polský kníže Kazimír II. Spravedlivý (seniorátní kníže) daroval
„několik měst“ (pravděpodobně včetně Osvětimi a okolí) svému bratranci a vazalovi Měškovi, knížeti ratibořskému. V té době byla Osvětim hradištěm. Název hradiště a osady ve staropolštině znamenal „místo patřící Osvětimovi“, což je staroslovanské jméno pravděpodobného zakladatele. V době vzniku osady probíhal v Polsku proces feudálního rozdrobení. V roce 1272 opolský kníže Vladislav I. nadal Osvětim městskými právy. Feudální rozdrobení Polska nabíralo tempo, takže v roce 1290 došlo k rozpadu opolského knížectví a město Osvětim se stalo součástí nově vzniklého Těšínského knížectví.
V roce 1315 došlo k dalšímu dělení a vzniklo Osvětimské knížectví, v jehož rámci Osvětim byla sídlem místního knížecího rodu, jedné z větví Piastovců. V roce 1327 se kníže Jan I. stal vazalem českého krále Jana Lucemburského a Osvětimsko lénem Českého království. V roce 1454 kníže Jan IV. složil vazalskou přísahu polskému králi Kazimíru IV. O 3 roky později Jan IV. prodal knížectví Polské koruně. Až do roku 1564 mělo Osvětimsko v rámci Polska autonomní status, poté jako slezský okres bylo součástí Malopolského vojvodství. Během švédské invaze (1655–60) bylo město nájezdníky velmi zničeno. V roce 1772, během 1. dělení Polska, Osvětim zabrala Habsburská říše – Rakousko Uhersko.
Po první světové válce se Osvětim stala opět součástí obnoveného Polska. V letech 1929–1931 byla okresním městem. Po německé invazi do Polska v 1939 roce bylo město okupanty připojeno bezprostředně k Říši. V témže roce němečtí nacisté vybudovali ve městě v prostorách vyklizených polských kasáren nechvalně známý koncentrační tábor (německy KL Auschwitz I.). Poblíž města, v obci Březinka, byl vybudován v nehostinné bažinaté části vyhlazovací a koncentrační tábor Auschwitz II – Birkenau, ve kterém za války zavraždili přes milion tři sta tisíc lidí (hlavně Židů, ale také Poláků, Čechů, Rusů, Romů atd.). Při stavbě tábora Němci násilně vysídlili okolní polské obyvatelstvo z pásma o rozloze 40 km2 (také z Osvětimské čtvrti Zasole, která se nacházela za řekou Sola). Po porážce Německa (Osvětim byla dne 27.1.1945 osvobozena sovětskými vojsky) se tu obnovila polská správa. Na území německého koncentračního tábora byly sovětskou policií NKVD zřízeny internační tábory pro německé zajatce. Polská komunistická tajná policie na území tábora zřídila také věznici pro podezřelé ze spolupráce s nacisty. V roce 1946 byly všechny tábory vyklizeny a bývalý německý koncentrační tábor se v roce 1947 stal muzeem.
Město Osvětim bylo opět v letech 1952–1975 okresním městem.
V současné době zde žije kolem 40 000 obyvatel.

## Koncentrační tábor
Za druhé světové války bylo město přičleněno k Německé říši a byl zde zřízen v areálu bývalých kasáren polské armády, koncentrační tábor Auschwitz I. Později, roku 1942, byl u obce Březinka, vybudován rozsáhlý vyhlazovací tábor Auschwitz II – Birkenau (Březinka) a u blízké vesnice Monowice, menší pracovní tábor Auschwitz III – Monowitz, na výrobu syntetického benzinu, kaučuku a výbušnin.

### Stručná historie tábora a jeho poboček
Nově vzniklý koncentrační tábor Osvětim (Auchwitz I.), využil vyklizených kasáren polské armády, které byly rozšířené o nové budovy. Hlavním důvodem vzniku koncentračního tábora, ještě nebylo masové vyhlazování, ale potřeba uvěznění velkého počtu Poláků a zajatých sovětských vojáků. Kapacita tohoto tábora byla asi 15–20 tisíc vězňů. Pro zahájení likvidace vězňů a vyzkoušení různých způsobů usmrcování vězňů, byl upraven původní objekt skladu zeleniny na Krematorium K I – plynová komora, uhelna, tři spalovací dvojité pece. Do prostoru plynové komory se pod záminkou hygienické očisty, vešlo na 800 vězňů. Cyklon B se sypal dovnitř pomocí průduchů ve střeše budovy.
Roku 1941 začal být realizován plán tzv. „konečného řešení židovské otázky“, tedy plán vyvraždění židovské rasy jako takové. Za tímto účelem byl u 3 km vzdálené vsi Březinka vybudován tábor Auchwitz II – Birkenau. (Březinka=Birkenau). Na původně bažinaté louce byly ručně vykopány odvodňovací příkopy (cca 14 km). Bylo zde postaveno na 70 zděných baráků a na 250 dřevěných typizovaných baráků – původně stájí pro 52 koní. Odvodnění bažin a stavbu baráků zajišťovali z počátku i zajatí sovětští vojáci (cca 20 tisíc).
Kapacita tábora Auchwitz II – Birkenau dosáhla v roce 1944 až 200 tisíc vězňů.
Roku 1942 bylo zahájeno masové vyvražďování, běžící denně po tisících obětí. V táboře se nacházely 4 plynové komory a krematoria K II – K V. Denně bylo možné zavraždit a během dalších dnů spálit až 10 000 vězňů. V táboře byli vražděni nejen Židé, ale prakticky všechny národnosti okupované Evropy, české a slovenské vězně nevyjímaje. Tábor se stal místem působení neblaze proslulých lékařů SS, zejména Josefa Mengeleho. Tito lékaři prováděli pokusy na lidech a nově příchozí na rampě tábora rozdělovali na ty, kteří jsou určeni k okamžitému zabití, na ty, kteří jsou určeni k utýrání otrockou prací a zabití později a nakonec na ty (zejména děti), kteří se hodí na jejich pokusy.
V letech 1942–1944 bylo vybudováno dalších 40 pobočných táborů osvětimského komplexu. Nejvýznamnějším z nich byl tábor Osvětim III. – Buna, který byl zřízen ve spolupráci s podnikem IG Farbenindustrie AG. Tato firma vyráběla mimo technický benzin, kaučuk a výbušniny i granule plynu Cyklon B určeného k použití nejen v plynových komorách koncentračního a vyhlazovacího tábora Auchwitz – Birkenau.
Když se blížila Rudá armáda, nacisté demontovali pece krematorií, naložili a převezli do Říše, zbytky plynových komor (kromě K IV – bylo vyhozeno do vzduchu vězni) vyhodili do vzduchu, většinu přeživších vězňů poslali na pochod smrti do jiných KT a snažili se zničit i písemné důkazy vraždění. I tak ale zůstalo dost nezvratných důkazů o těchto zločinech proti lidskosti. KT Osvětim byl osvobozen dne 27. ledna 1945 Rudou armádou, jež tímto zároveň dala svobodu sedmi tisícům vězňů, kteří v táboře zůstali i po evakuaci jednotkami SS.

## Demografie
Informace ke dni 30. června 2021:
|                             | Celkem | Celkem    | Ženy   | Ženy      | Muži   | Muži  |
| Poč. osob                   | %      | Poč. osob | %      | Poč. osob | %      |       |
| Populace                    | 37 231 | 100       | 19 564 | 52,5      | 17 667 | 47,5  |
| Hustota zalidnění (os./km²) | 1241   | 1241      | 652,1  | 652,1     | 588,9  | 588,9 |

## Partnerská města
- Arezzo, Itálie
- Ballan-Miré, Francie
- Breisach am Rhein, Německo
- Katánie, Itálie
- Kerpen, Německo
- Ostrava, Česko
- Sambir, Ukrajina